# Европейская южная обсерватория
Европейская южная обсерватория (англ. ESO, European Southern Observatory, официальное название — Европейская организация астрономических исследований в Южном полушарии) — международная исследовательская организация, членами которой являются 15 европейских государств и Бразилия. В организации работает около 730 сотрудников, а ежегодные взносы государств-членов составляют около 162 миллионов евро. Обсерватории расположены в северной части Чили. Средства наблюдения ЕЮО сделали астрономические открытия и выпустили несколько астрономических каталогов. Её открытия включают в себя обнаружение самого отдаленного гамма-всплеска и свидетельство наличия чёрной дыры в центре Млечного Пути. В 2004 году Very Large Telescope позволил астрономам получить первое изображение экстрасолнечной планеты 2M1207 b, вращающейся вокруг коричневого карлика и находящейся на расстоянии 173 световых года от Земли. Высокоточный радиальный поисковик планеты (HARPS)) прибор, установленный на старом 3,6-метровом телескопе, привел к открытию экстрасолнечных планет, в том числе Глизе 581 c — одной из самых маленьких планет, замеченных за пределами солнечной системы.

## История
Идея создания объединённой европейской обсерватории появилась в Лейденской обсерватории в Нидерландах весной 1953 года у Вальтера Бааде и Яна Оорта. 21 июня того же года Оорт собрал группу астрономов в Лейдене, чтобы обсудить возможность её создания. Позднее этот вопрос был поднят на Гронингской конференции, также проводившейся в Нидерландах. 26 января 1954 года декларация ESO была подписана ведущими астрономами шести европейских стран за создание совместной европейской обсерватории в южном полушарии.
Выбор южного полушария был обоснован тем, что все крупные рефлекторные телескопы на тот момент находились в северном полушарии. Кроме того, многие объекты, такие как центральная часть Млечного Пути и Магеллановы облака, доступны только из южного полушария. Изначально планировалось, что телескопы будут располагаться в Южной Африке, однако в ходе наблюдений выяснилось, что условия в Южных Андах более предпочтительны, и 15 ноября 1963 года местом расположения обсерватории была выбрана Республика Чили.
До принятия этого решения 5 октября 1962 года Бельгией, Германией, Францией, Нидерландами и Швецией была подписана Конвенция ESO, а на должность генерального директора был назначен Отто Хекман.
Первые телескопы ESO, расположенные в Ла-Силье, начали работать в 1966 году. В 1980 году штаб-квартира европейского департамента ESO была перенесена в Гархинг под Мюнхеном, Германия.

## Организация

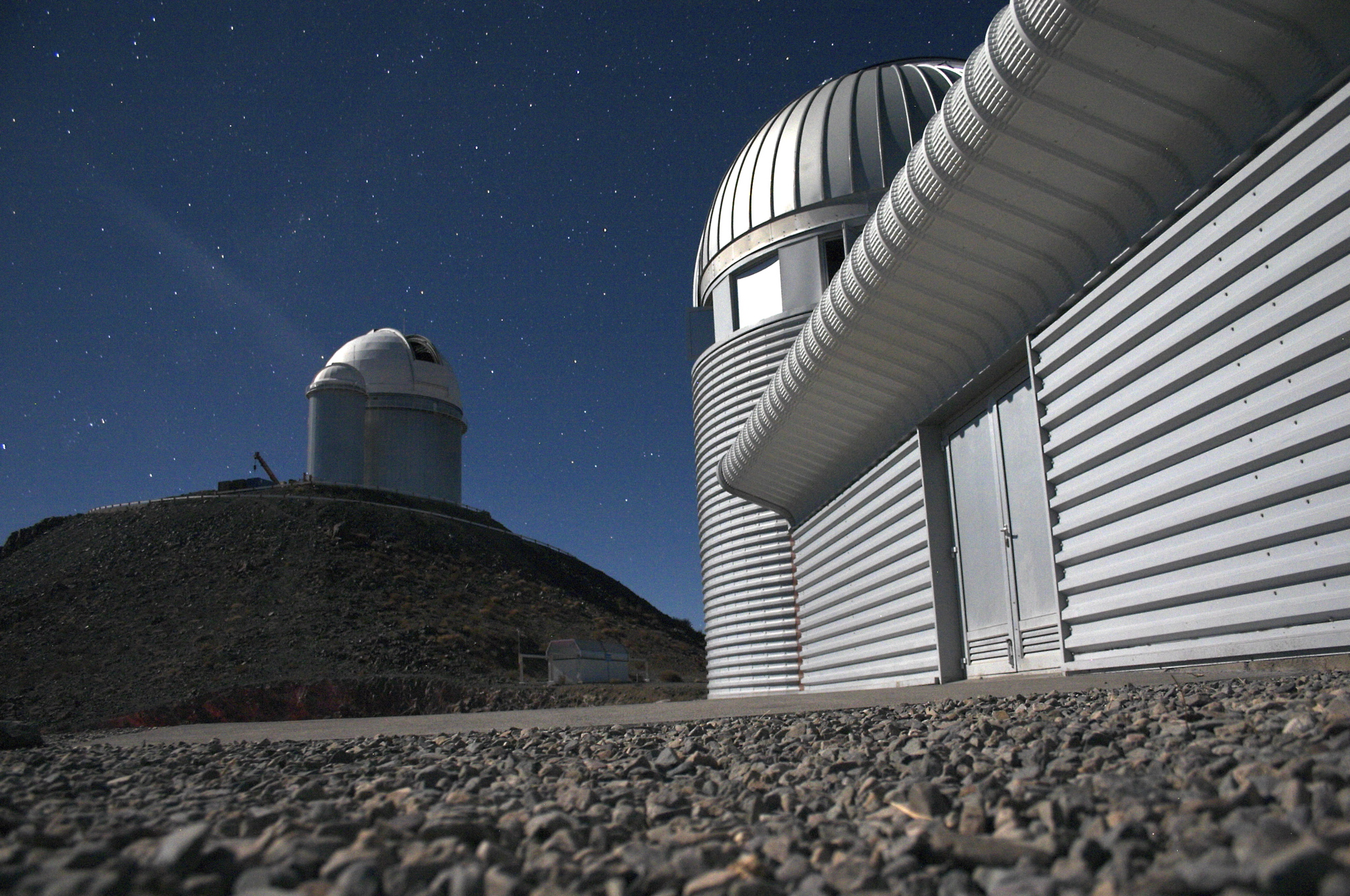
Обсерватория Ла-Силья

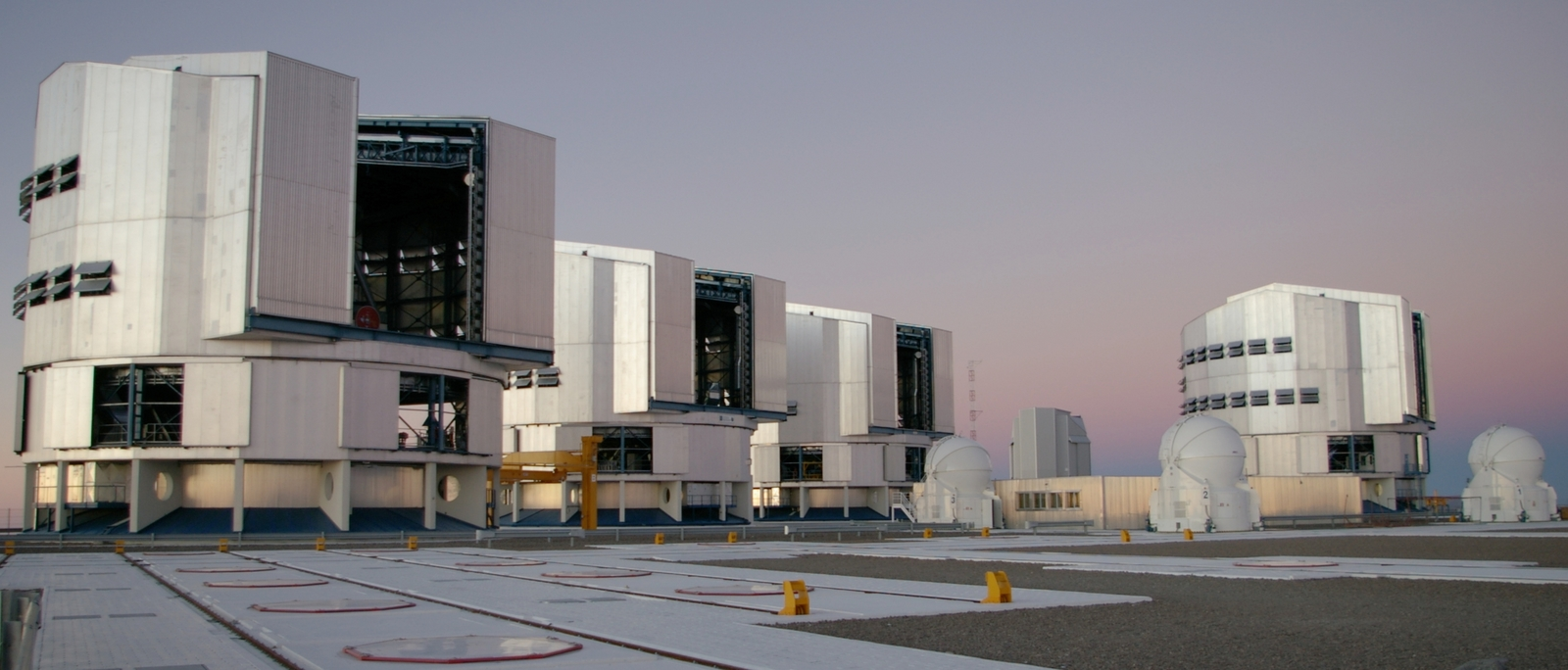
Very Large Telescope

Организация была создана в 1962 году, с целью обеспечения доступа к южному небу европейским астрономам. Ею были построены и управляются телескопы, считающиеся одними из самых больших и технически совершенных в мире:
- NTT (New Technology Telescope) — первый телескоп с активной оптикой, диаметр 3,6 м, расположенный в обсерватории Ла-Силья.
- VLT (Very Large Telescope) — система из четырёх 8,2-метровых телескопов и четырёх вспомогательных 1,8-метровых в обсерватории Параналь.

На заключительном этапе находится подготовка к строительству Европейского чрезвычайно большого телескопа с 40 метровым зеркалом, который должен стать самым крупным телескопом в мире.
Также в 2013 году было завершено строительство ALMA — одна из крупнейших астрономических обсерваторий, которая будет производить наблюдения в миллиметровом и субмиллиметровом диапазоне. ALMA является международный проектом, в котором участвуют страны Европы, Восточной Азии и Северной Америки совместно с Республикой Чили.
В состав ESO входит оборудование трёх обсерваторий, расположенных в пустыне Атакама (Чили), так как её погодные условия являются одними из лучших для осуществления астрономических наблюдений:
- Обсерватория Ла-Силья
- Обсерватория Параналь
- Обсерватория Льяно де Чахнантор[англ.]

Головной офис располагается в Гархинге под Мюнхеном (Германия).

## Исследования
ESO осуществила большое количество исследований и выпустила несколько астрономических каталогов. Из последних исследований:
- Обнаружение самого далёкого гамма-всплеска.
- Подтверждение существования чёрной дыры в центре нашей галактики.
- Получение в 2004 году первой фотографии внесолнечной планеты 2M1207b, вращающейся вокруг коричневого карлика, находящегося на расстоянии 173 св. лет.
- Обнаружение большого количества других внесолнечных планет с помощью спектрографа HARPS.
- VLT обнаружил галактику Abell 1835 IR1916, которую считали самой далёкой из наблюдавшихся человеком, однако информация не подтвердилась.

## Члены ESO
| Страна         | Дата присоединения |
| -------------- | ------------------ |
| Бельгия        | 1962               |
| Германия       | 1962               |
| Франция        | 1962               |
| Нидерланды     | 1962               |
| Швеция         | 1962               |
| Дания          | 1967               |
| Швейцария      | 1981               |
| Италия         | 24 мая 1982        |
| Португалия     | 27 июня 2000       |
| Великобритания | 8 июля 2002        |
| Финляндия      | 1 июля 2004        |
| Испания        | 1 июля 2006        |
| Чехия          | 1 января 2007      |
| Австрия        | 1 июля 2008        |
| Бразилия       | 29 декабря 2010    |
| Польша         | 28 октября 2014    |
| Ирландия       | 2018               |

Страны-участницы ESO

Также рассматривается возможность вступления России.
| Отто Хекман                             | 1962—1969 |
| Адриан Блаау                            | 1970—1974 |
| Lodewijk Woltjer                        | 1975—1987 |
| Гарри ван дер Лаан                      | 1988—1992 |
| Риккардо Джаккони (Нобелевский лауреат) | 1993—1999 |
| Катерина Цесарски                       | 1999—2007 |
| Тим де Зеу                              | 2007—2017 |
| Хавьер Барконс                          | с 2017    |